# William Orbit
William Orbit, manchmal geschrieben als William Ørbit, (* 15. Dezember 1956 in Shoreditch, London als William Mark Wainwright) ist ein britischer Musiker und Musikproduzent. Er ist für seinen charakteristisch-atmosphärischen Stil seiner elektronischen Musik bekannt.

## Leben
William Mark Wainwright wurde 1956 in London als Sohn eines Lehrers und einer Lehrerin geboren. Im Alter von 15 Jahren verließ er die Schule und schlug sich mit verschiedenen Gelegenheitsjobs in Großbritannien und Europa durch. Er verbesserte während dieser Jahre sein Gitarrenspiel und trat später in London und Paris als Straßenmusiker auf, bevor er als Jazzgitarrist im Kings Head Pub in Islington engagiert wurde. Als Assistent der Basing Street Studios an der Portobello Road erlernte die grundlegenden Techniken der Arbeit in einem Musikstudio.
Anfang der 1980er Jahre gründete er gemeinsam mit Laurie Mayer und Grant Gilbert die Synthie-Gruppe Torch Song. Parallel beschäftigte Orbit sich verstärkt mit Themen wie Grafikdesign, Mode und Kunst. Gemeinsam mit Laurie Mayer schuf er eine Serie von Magazinen mit dem Titel The Ralph Hoover Guide, für die er verschiedene surrealistische Cartoons zeichnete. Nachdem sie von Miles Copeland III einen Plattenvertrag erhielten, konnte die Gruppe ein professionelles Musikstudio einrichten. In der Folge entstanden mehrere Alben und Singles, darunter die Single Prepare to Energize. 1986 komponierte er der den Soundtrack für den Eishockeyfilm Bodycheck.
Parallel produzierte Orbit in Zusammenarbeit mit Rico Conning für Künstler wie die Cocteau Twins, Belinda Carlisle, Etienne Daho, Howard Devoto, Tik & Tok, Erasure, The Fall, The Frank Chickens, Ricky Gervais, Martin Gore, Kraftwerk, Laibach, The Lords of the New Church, Daniel Miller, S’Express, Gary Numan, Renegade Soundwave, Les Rita Mitsouko, Sting, Swans, 23 Skidoo und Jah Wobble. Gemeinsam mit den Komikern Harry Enfield, Paul Whitehouse und Charlie Higson schrieb Orbit 1988 das Stück Loadsamoney unter dem Pseudonym Billy Beat.
1990 gründete er die Band Bassomatic, die vor allem durch die Single Fascinating Rhythm bekannt wurde.
William Orbit beteiligte sich 1993 mit dem Lied Best Friend, Paranoia an dem von Peter Gabriel initiierten Kompilations-Album Plus from Us, bei dem sich einige an dem Gabriel-Album Us von 1992 beteiligte Musiker mit eigenen Arbeiten vorstellen konnten.
Orbit arbeitete später mit Madonna an ihrem Album Ray of Light, mit Katie Melua an The House, sowie mit Britney Spears, Blur, Melanie C, den All Saints (Pure Shores und Black Coffee), Pink (Feel Good Time) und den Sugababes. Besonders bekannt ist auch seine Interpretation von Samuel Barbers populärstem Werk Adagio for Strings.

## Diskografie

### Alben
| Jahr | Titel                    | Höchstplatzierung, Gesamtwochen, AuszeichnungChartplatzierungen (Jahr, Titel, Platzierungen, Wochen, Auszeichnungen, Anmerkungen) | Höchstplatzierung, Gesamtwochen, AuszeichnungChartplatzierungen (Jahr, Titel, Platzierungen, Wochen, Auszeichnungen, Anmerkungen) | Höchstplatzierung, Gesamtwochen, AuszeichnungChartplatzierungen (Jahr, Titel, Platzierungen, Wochen, Auszeichnungen, Anmerkungen) | Anmerkungen                            |
| Jahr | Titel                    | DE | UK | US | Anmerkungen                            |
| ---- | ------------------------ | --- | --- | --- | -------------------------------------- |
| 2000 | Pieces in a Modern Style | DE54 (4 Wo.)DE | UK2 Gold · (20 Wo.)UK | US198 (1 Wo.)US | Erstveröffentlichung: 18. Februar 2000 |

Weitere Alben
- 1987: Orbit
- 1987: Strange Cargo I
- 1990: Strange Cargo II
- 1993: Strange Cargo III
- 1995: Strange Cargo Hinterland
- 1996: The Best of Strange Cargos
- 2000: Strange Cargo Vol.1–3
- 2002: William Orbit
- 2006: Hello Waveforms
- 2009: My Oracle Lives Uptown
- 2010: Pieces in a Modern Style 2

### Singles
| Jahr | Titel Album                                                      | Höchstplatzierung, Gesamtwochen, AuszeichnungChartplatzierungen (Jahr, Titel, Album, Platzierungen, Wochen, Auszeichnungen, Anmerkungen) | Höchstplatzierung, Gesamtwochen, AuszeichnungChartplatzierungen (Jahr, Titel, Album, Platzierungen, Wochen, Auszeichnungen, Anmerkungen) | Höchstplatzierung, Gesamtwochen, AuszeichnungChartplatzierungen (Jahr, Titel, Album, Platzierungen, Wochen, Auszeichnungen, Anmerkungen) | Höchstplatzierung, Gesamtwochen, AuszeichnungChartplatzierungen (Jahr, Titel, Album, Platzierungen, Wochen, Auszeichnungen, Anmerkungen) | Höchstplatzierung, Gesamtwochen, AuszeichnungChartplatzierungen (Jahr, Titel, Album, Platzierungen, Wochen, Auszeichnungen, Anmerkungen) | Anmerkungen                                    |
| Jahr | Titel Album                                                      | DE | AT | CH | UK | US | Anmerkungen                                    |
| ---- | ---------------------------------------------------------------- | --- | --- | --- | --- | --- | ---------------------------------------------- |
| 1993 | Water From A Vine Leaf Strange Cargo III                         | — | — | — | UK59 (1 Wo.)UK | — | Erstveröffentlichung: Juni 1993 mit Beth Orton |
| 1999 | Barber’s Adagio For Strings Pieces in a Modern Style             | DE19 (10 Wo.)DE | — | CH40 (13 Wo.)CH | UK4 Gold · (17 Wo.)UK | — | Erstveröffentlichung: Dezember 1999            |
| 2000 | Ravel’s Pavane Pour Une Infante Defunte Pieces in a Modern Style | DE95 (1 Wo.)DE | — | CH95 (1 Wo.)CH | UK31 (2 Wo.)UK | — | Erstveröffentlichung: April 2000               |
| 2003 | Feel Good Time Try This                                          | DE16 (9 Wo.)DE | AT9 (12 Wo.)AT | CH12 (15 Wo.)CH | UK3 (12 Wo.)UK | US60 (5 Wo.)US | Erstveröffentlichung: 20. Juni 2003 mit P!nk   |

### Torch Song
- 1984: Wish Thing
- 1986: Ecstasy
- 1987: Exhibit A
- 1995: Toward the Unknown Region

### Bassomatic
- 1990: Set the Controls for the Heart of the Bass
- 1991: Science & Melody